# Estación de Martos
Martos fue una estación de ferrocarril situada en la localidad española de Martos, en la provincia de Jaén, perteneciente a la línea Linares-Puente Genil. En la actualidad se conserva el edificio de viajeros, que está siendo rehabilitado para uso turístico.

## Historia
La estación, perteneciente a la línea Linares-Puente Genil, fue construida por la Compañía de los Ferrocarriles Andaluces y puesta en servicio —junto al resto de la línea férrea— en 1893. Con los años en torno a la estación se fue formando un núcleo poblacional que para 1930 tenía un censo de 86 habitantes. En 1941, con la nacionalización de los ferrocarriles de ancho ibérico, las instalaciones pasaron a manos de RENFE. Entre 1954 y 1955 el Sindicato Nacional del Olivo construyó junto a la estación de Martos un almacén regulador de aceite, con una capacidad de 5000 toneladas.
La línea se mantuvo operativa hasta su clausura en 1984, siendo desmantelada algún tiempo después y levantadas las vías. En la actualidad el edificio de viajeros, tras años de abandono y degradación, está siendo rehabilitado por parte del ayuntamiento de Martos para usos turísticos en el futuro.